# Mainspitz-Dreieck
Das Mainspitz-Dreieck ist ein Autobahndreieck im Rhein-Main-Gebiet und ein vielbefahrener Straßenknotenpunkt in Hessen. Es ist ein südöstlich von Ginsheim-Gustavsburg auf dem Gebiet der Gemeinde Bischofsheim gelegenes Kreuzungsbauwerk der A 60 mit der A 671. Es gehört damit zum Mainzer Ring. Es erhielt seinen Namen von der in unmittelbarer Nähe gelegenen Mainspitze, dem Gebiet südlich der Mündung des Mains in den Rhein.

## Ausbau
Das Mainspitz-Dreieck wurde Anfang bis Mitte der 2000er Jahre ebenso wie die Weisenauer Brücke ausgebaut. Von der Weisenauer Brücke kommend erhöht sich die Zahl der Fahrspuren von drei auf fünf. Die zwei neuen rechten Fahrspuren dienen ausschließlich der Anschlussstelle Ginsheim-Gustavsburg und dem folgenden Mainspitz-Dreieck. Die Aufteilung des Verkehrsstroms ist notwendig, weil die Brückenpfeiler der alten Brückenbauwerke der L 3040 und des Mainspitz-Dreiecks zwischen den Fahrbahnen stehen und somit ein späteres Einordnen nicht mehr möglich ist. Dort wo ursprünglich der Verkehr von der A 60 auf die A 671 überging, befindet sich jetzt der Übergang für die Verkehrsteilnehmer, die an der Anschlussstelle Ginsheim-Gustavsburg aufgefahren sind, auf die A 60. Durch den Anbau der beiden Fahrbahnen hat sich der Kurvenradius auf die A 671 so verkleinert, dass man nicht mehr mit 100 km/h durchfahren kann. Eine Geschwindigkeitsbegrenzung auf beispielsweise 60 km/h ist an dieser Stelle trotzdem nicht vorhanden.
Die Richtungsfahrspuren Rüsselsheim Richtung Mainz auf der A 60 erhöhen sich von zwei auf drei nach der Ableitung des Verkehrs Richtung Wiesbaden auf die A 671. Durch die Vollsperrung der Schiersteiner Brücke im Frühjahr 2015 wurde die rechte Fahrspur im Bereich des Mainspitz-Dreiecks für den Verkehr auf der A 60 zurückgenommen, um dem erhöhten Verkehrsaufkommen von der A 671 auf die A 60 Richtung Mainz mit zwei Fahrspuren Rechnung tragen zu können.

## Verkehrsaufkommen
Das Dreieck wurde im Jahr 2010 täglich von rund 98.000 Fahrzeugen befahren.
| Von                            | Nach                   | Durchschnittliche tägliche Verkehrsstärke | Durchschnittliche tägliche Verkehrsstärke | Durchschnittliche tägliche Verkehrsstärke | Anteil Schwerlastverkehr | Anteil Schwerlastverkehr | Anteil Schwerlastverkehr |
| Von                            | Nach                   | 2005                                      | 2010                                      | 2015                                      | 2005                     | 2010                     | 2015                     |
| ------------------------------ | ---------------------- | ----------------------------------------- | ----------------------------------------- | ----------------------------------------- | ------------------------ | ------------------------ | ------------------------ |
| AS Ginsheim-Gustavsburg (A 60) | AD Mainspitz-Dreieck   | 81.800                                    | 80.600                                    | 103.700                                   | 8,2 %                    | 11,3 %                   | 10,2 %                   |
| AD Mainspitz-Dreieck           | AS Bischofsheim (A 60) | 76.900                                    | 71.000                                    | 89.700                                    | 8,5 %                    | 10,6 %                   | 11,1 %                   |
| AS Gustavsburg (A 671)         | AD Mainspitz-Dreieck   | 53.400                                    | 44.300                                    | 55.700                                    | 6,3 %                    | 07,4 %                   | 08,0 %                   |

1. ↑  Anmerkung: Zahl stammt vom Abschnitt Landesgrenze RP/HE – AS Ginsheim-Gustavsburg, da für den Abschnitt bis Mainspitz-Dreieck keine Daten vorliegen.